# Griet Op de Beeck

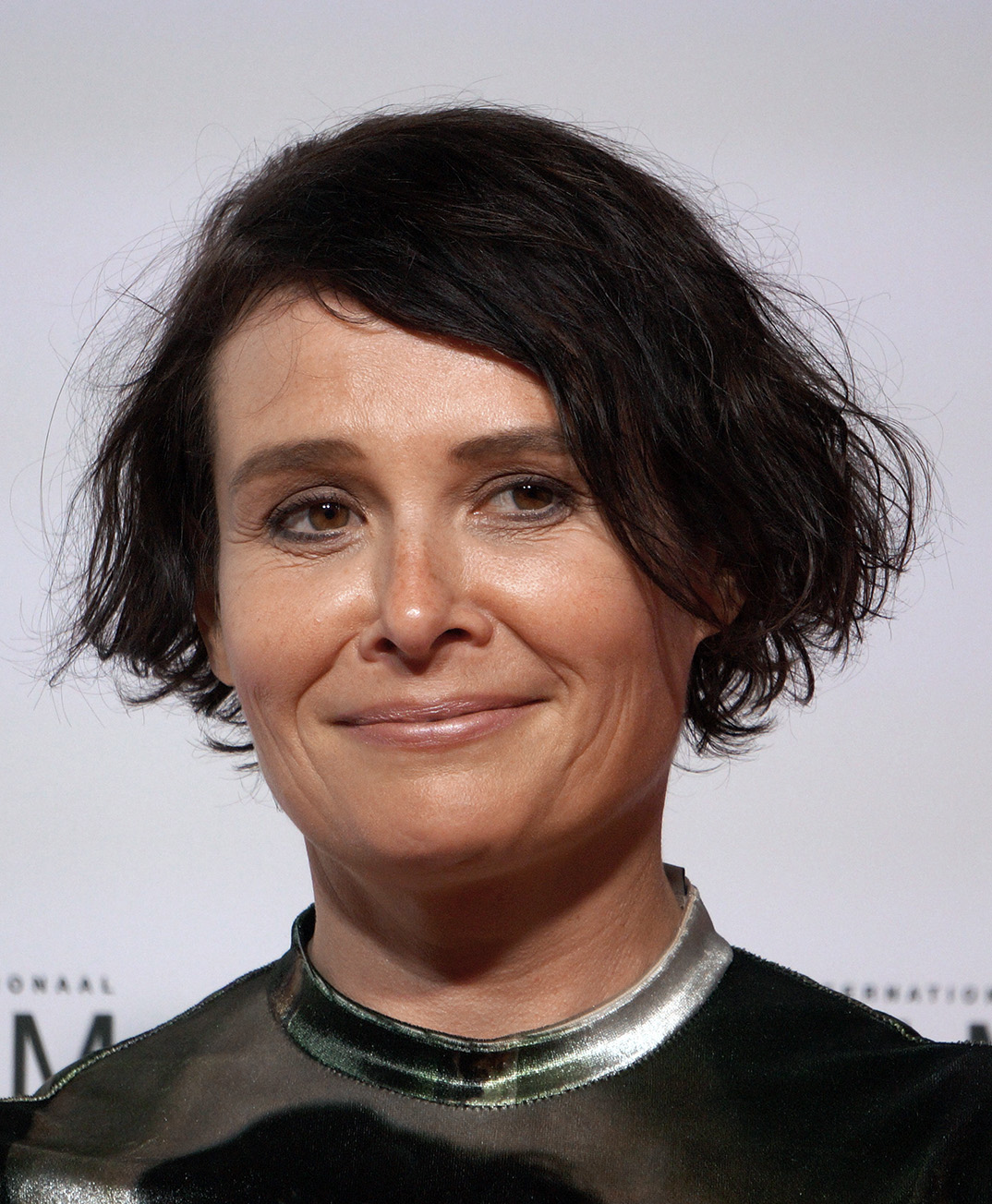
Griet Op de Beeck (2020)

Griet Op de Beeck (geboren 22. August 1973 in Turnhout) ist eine flämisch-belgische Schriftstellerin.

## Leben
Griet Op de Beeck arbeitete von 1994 bis 2004 als Dramaturgin in der „Compagnie De Koe“ und im Programm der Kulturhauptstadt Europas Brügge 2002 für das Antwerper Toneel Theater. Anschließend ging sie mit Luk Perceval nach Deutschland. Von 2004 bis 2008 arbeitete sie beim Fernsehprogrammmagazin HUMO. Seither schreibt sie für die Tageszeitung De Morgen und hat dort seit 2013 eine Kolumne in der Samstagsausgabe.
Op de Beeck veröffentlichte 2013 den Roman Vele hemels boven de zevende. Der Roman stand auf der Longlist beim AKO Literatuurprijs, er gewann den Publikumspreis De Bronzen Uil und war 2014 für den Academica Literatuurprijs nominiert. 
Das Buch Komm her und lass dich küssen (2014) wurde ein Bestseller, der im ersten Jahr 200.000 mal verkauft wurde. 
Op de Beeck schreibt für die niederländische Buchwoche (boekenweek) im März 2018 das Boekenweekgeschenk.

## Werke
- Vele hemels boven de zevende. Prometheus, Amsterdam 2014, 272 S., ISBN 978-9-044-63907-0.
  - Übers. Isabel Hessel: Viele Himmel über dem Siebten. Roman. btb, München 2019, 320 S., ISBN 978-3-442-71818-4 (erscheint Mai 2019).
- Kom hier dat ik u kus. Prometheus, Amsterdam 2014, ISBN 978-9-044-62310-9.
  - Übers. Isabel Hessel: Komm her und lass dich küssen. Roman. btb, München 2016. 448 S., ISBN 978-3-442-71443-8. Nominiert für den Euregio-Schüler-Literaturpreis 2019
- Gij nu. Prometheus, Amsterdam 2016, 288 S., ISBN 978-9-044-63792-2.
- Het beste wat we hebben. Prometheus, Amsterdam 2017, ISBN 978-9-044-62937-8.
- Gezien de feiten, 2018, 96 S., ISBN 978-9-059-65433-4. (Boekenweekgeschenk) Herausgeber: Stichting Collectieve Propaganda van het Nederlandse Boek.
- Play it fuckin' loud, Vantilt, Nijmegen 2018,  24 S., ISBN 978-9-460-04383-3. (Wiedergabe der Frans Kellendonklesung über einen Ausspruch Bob Dylans)